# Fenty (casa de moda)
Fenty (estilizado como FEИTY) foi uma casa de moda fundada em 2017 por Rihanna sob o grupo de moda de luxo LVMH (Moët Hennessy Louis Vuitton).  A marca foi lançada para o público em maio de 2019 e fez de Rihanna a primeira mulher negra a gerir uma marca do grupo LVMH.

## História

Rihanna durante desfile da New York Fashion Week para a Fenty X Puma (2016)

Após o sucesso da marca Fenty Beauty lançada em setembro de 2017, Rihanna criou a marca de moda, acessórios e roupas Fenty.
Rihanna anunciou sua colaboração com o grupo de moda em 10 de maio de 2019 por meio de suas redes sociais. Bernard Arnault, proprietário da LVMH, elogiou publicamente Rihanna por se descobrir uma empreendedora e excelente CEO através da Fenty Beauty.
Em uma entrevista exclusiva, Rihanna usou peças Fenty em algumas fotos para a The New York Times Style Magazine (gerida pelo The New York Times).
Os produtos Fenty foram colocados à disposição do público pela primeira vez no dia 22 de maio de 2019, em uma loja temporária em Paris, na França, onde também está localizada a sede da empresa. Em 29 de maio do mesmo ano, começaram as vendas online do site.
Em forma de apoio à comunidade negra, a marca realizou uma doação aos movimentos antirracistas Black Lives Matter e Colour of Change, além de fechar todas as lojas da marca do mundo no dia 2 de junho de 2020.
A grife anunciou a suspensão imediata e indefinida de suas atividades em fevereiro de 2021.